# Liu Yaxin
Liu Yaxin (柳雅欣S, LiǔyǎxīnP; Lishui, 16 giugno 1999) è una nuotatrice cinese.

## Carriera
Ai Giochi olimpici di Parigi 2024, conquista la medaglia di bronzo nella 4x200 metri stile libero. È salita sul terzo gradino del podio nella medesima specialità anche ai mondiali di Fukuoka del 2023 ed a quelli di Singapore di due anni dopo.
Ha vinto anche tre ori ai Giochi asiatici e sei ai Giochi mondiali universitari.

## Palmarès
- Giochi olimpici

Parigi 2024: bronzo nella 4x200m sl.
- Mondiali

Fukuoka 2023: bronzo nella 4x200m sl.
Singapore 2025: bronzo nella 4x200m sl.
- Mondiali in vasca corta

Abu Dhabi 2021: bronzo nella 4x200m sl.
- Giochi asiatici

Jakarta 2018: oro nei 200m dorso.
Hangzhou 2022: oro nella 4x100m sl e nella 4x200m sl, argento nei 200m dorso, bronzo nei 200m sl.
- Giochi mondiali universitari

Chengdu 2021: oro nei 200m sl, nei 200m dorso, nella 4x100m sl, nella 4x200m sl, nella 4x100m misti e nella 4x100m misti mista.